# Wilhelm Röntgen
Wilhelm Conrad Röntgen (Lennep (Remscheid), 27 maart 1845 – München, 10 februari 1923) was een Duits natuurkundige. Hij is wereldberoemd door zijn ontdekking van een nieuw soort straling dat ongehinderd door zachte materialen kan dringen, hij noemde het X-straling, in Nederlands- en Duitssprekende landen werd het natuurkundig verschijnsel naar hem genoemd: röntgenstraling. In 1901 ontving hij hiervoor de eerste Nobelprijs voor Natuurkunde.

## Biografie

### Opleiding
Röntgen werd geboren als enig kind van Friedrich Conrad Röntgen, een textielhandelaar en -fabrikant, en de Nederlandse Charlotte Constanze Frowein uit Amsterdam. Op driejarige leeftijd verhuisde hij in maart 1848 met zijn ouders naar Apeldoorn waar hij de particuliere lagere school van Martinus Herman van Doorn volgde.
Omdat hij in de voetsporen van zijn vader wilde treden volgde hij van 1861 tot 1863 het onderwijs op de Ambachtsschool in Utrecht. Hierbij verbleef hij in het gastgezin van zijn scheikundeleraar Jan Willem Gunning, die hem op het spoor van de natuurwetenschap zette. Hij werd van de school verwijderd toen hij weigerde de leerling aan te geven die een karikatuur van een leraar had getekend. Zonder diploma probeerde hij in 1865 tevergeefs toegelaten te worden tot de natuurkundestudie aan de Universiteit Utrecht. Hij werd afgewezen omdat hij de klassieke talen onvoldoende beheerste. Hij mocht alleen als toehoorder (extraneus) op de universiteit aanwezig zijn. Röntgen volgde er colleges in geometrie, stereometrie, fysica, zoölogie, botanie en was lid van het dispuut Natura dux nobis et auspex.
Voor zijn verdere carrière zag Röntgen het niet kunnen afleggen van een universitair examen toch als een probleem. Toen hij vernam dat de Eidgenössische Technische Hochschule in Zürich geen voorafgaand diploma verlangde, maar toelatingsexamens afnam, ging hij naar Zwitserland. Hij slaagde voor het toelatingsexamen en studeerde werktuigbouwkunde van 1865 tot 1868, toen hij – met uitstekende cijfers – zijn diploma als werktuigbouwkundig ingenieur behaalde. Daarna volgde hij bij August Kundt eveneens aan de ETH een vervolgopleiding in de natuurkunde. Op 22 juni 1869 promoveerde hij op het proefschrift Studien über Gase.
Ondanks eerdere plannen om na zijn promotie terug te keren naar Nederland voor een leraarsfunctie besloot hij in Zwitserland te blijven en zich te richten op een academische carrière. Hij werd door Kundt gevraagd om diens assistent te worden. Hij ging met hem mee naar de Universiteit van Würzburg, waar Kundt een hoogleraarschap had aanvaard. Toen Kundt twee jaar later naar de recent opgerichte Universiteit van Straatsburg ging volgde Röntgen hem opnieuw. Hier behaalde hij zijn academische lesbevoegdheid (habilitatie) waarna hij werd benoemd tot privaatdocent aan die universiteit.

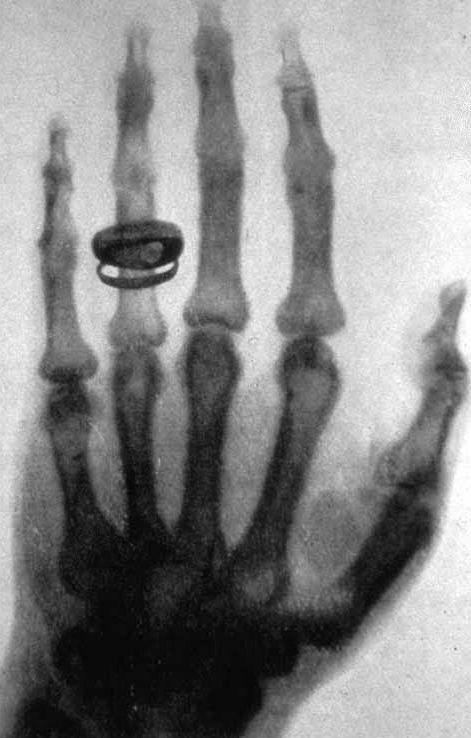
Een röntgenfoto van de hand van Albert von Kölliker, genomen door Röntgen

### Hoogleraar
Röntgen bekleedde verscheidene leerstoelen in onder meer Stuttgart (Hohenheim Universiteit, 1875), Straatsburg (1876-1879), Gießen (1879-1888), Würzburg (1888-1900) en München (1900-1920). Even zag het ernaar uit dat Röntgen in 1888 hoogleraar zou worden in Utrecht als opvolger van Christophorus Buys Ballot. Ondanks een riant aanbod koos hij toch voor de Universiteit van Würzburg waar hij Friedrich Kohlrausch als hoogleraar opvolgde. Zijn aanvankelijke belangstelling lag in het verlengde van zijn proefschriftbetrekking bij gassen en hun optische eigenschappen maar ook de merkwaardige elektrische eigenschappen van kwarts, elektrodynamica en thermodynamica. Hier begon Röntgen zijn onderzoek dat zou leiden tot de ontdekking van een nieuw soort stralen die ongehinderd door zachte materialen heengingen. 

### Nobelprijs
In 1901 kreeg Röntgen de allereerste Nobelprijs in de natuurkunde, nadat hij in 1896 al de Matteucci Medal ontving. De prijs werd officieel toegekend ter erkenning van de buitengewone diensten die hij heeft geleverd door de ontdekking van de opmerkelijke straling die vervolgens naar hem is genoemd. Röntgen schonk de geldprijs, 50.000 Zweedse kronen, aan zijn universiteit, destijds die van Würzburg, ter verbetering van het laboratorium waar hij zijn ontdekking had gedaan. Zoals Marie Curie en Pierre Curie een aantal jaren later ook zouden doen, weigerde hij op morele gronden enige vorm van patent op zijn vinding. Evenmin wilde hij dat de gevonden onbekende X-stralen naar hem zouden worden genoemd. In 1908 werd hij opgenomen in de exclusieve Orde "Pour le Mérite".

### Persoonlijk
Tijdens zijn studietijd in Zürich had hij zijn toekomstige echtgenote ontmoet, Anna Bertha Ludwig, de dochter van een Duitse revolutionair die naar Zwitserland was geëmigreerd. Ze trouwden op 19 januari 1872, na zijn verhuizing naar Würzburg. Het koppel kreeg zelf geen kinderen, maar in 1887 adopteerden ze het toen zes jaar oude nichtje van zijn vrouw, Josephine Bertha Ludwig.
Röntgen stierf in 1923, op 77-jarige leeftijd, te München aan darmkanker. Men gelooft echter niet dat zijn werkzaamheden met ioniserende straling daaraan hebben bijgedragen, omdat hij als een van de weinige pioniers routinematig lood gebruikte voor de afscherming van straling: hij kreeg last van een rode huid (erytheem) en trok de juiste conclusie dat dit aan de straling te wijten was. Zijn onderzoek aan röntgenstraling heeft bovendien niet lang geduurd.
Volgens zijn testament werd zijn archief met al zijn wetenschappelijke en persoonlijke aantekeningen vernietigd.

## Ontdekking van de röntgenstraling
Zijn belangrijkste bijdrage was de ontdekking van röntgenstraling, begonnen op 8 november 1895, aan de universiteit van Würzburg.

### Herhaling proef van anderen
Hij was in 1894 begonnen met onderzoek naar 'kanaalstralen', kathodestralen in een leeggepompte glazen buis met ingesmolten elektrodes waar stoten hoogspanning op werden gezet met een Ruhmkorff-inductiespoel. Deze buis was een voorloper van de latere röntgenbuis, elektronenbuis en gasontladingslamp. Dit apparaat werd veel gebruikt bij onderzoek door tijdgenoten als Heinrich Hertz, Johann Hittorf, William Crookes, Nikola Tesla en Philipp Lenard. Röntgen herhaalde begin november 1895 een proef van Lenard waarbij een dun raampje van aluminium in de buis was gemaakt om de kathodestralen uit de glazen buis te laten treden.

### Fluorescentie
Om al het licht buiten te sluiten omwikkelde hij zijn ontladingsbuis met zwart karton. Ondanks de kartonnen afscherming van de buis zag Röntgen in een volledig verduisterd laboratorium een scherm met bariumplatinocyanide, dat in de buurt stond, oplichten (fluorescentie). Anders dan tijdgenoten negeerde hij dit lichtverschijnsel niet, maar herhaalde hij op vrijdag 8 november deze proef met een dikkere buis van Crookes. Weer trad het vreemde lichtverschijnsel op. Hij vermoedde dat de straling die dit veroorzaakte werd afgegeven toen de kathodestralen tegen het glazen uiteinde van de buis sloegen. Deze stralen hadden een veel groter bereik in de lucht dan de kathodestralen. Röntgen ontdekte dat de stralen ongehinderd door zachte materialen zoals papier en textiel heen gingen.
In november en december 1895 onderzocht Röntgen systematisch de eigenschappen van deze nieuwe straling, die hij X-straling noemde, naar de onbekende variabele in de wiskunde. In veel talen, onder andere Engels, heet de straling nog steeds zo, maar in andere talen spreekt men van röntgenstraling. Later werd aangetoond dat ze evenals licht bestaan uit elektromagnetische golven, maar dan met een veel kortere golflengte, tussen 0,01 en 10 nanometer.

### Eerste foto
Later verklaarde Röntgen dat hij, nadat hij voor het eerst zijn eigen skelet zag, zijn proeven in het geheim voortzette om te voorkomen dat hij zijn reputatie zou verliezen indien zou blijken dat hij zich vergist had. Zes weken na de ontdekking, op 22 december, nam hij de eerste foto van de hand van zijn vrouw. Toen zij haar handbotjes zag, riep zij "Ik heb mijn overlijden gezien!" In Teylers Museum werd in 2019 een set van deze eerste foto's ontdekt in de nalatenschap van Hendrik Lorentz. Een gelijke set van Arthur Schuster was in 1962 geschonken aan de Wellcome Collections in Londen.

### Publicatie
Zeven weken na zijn eerste ontdekking stuurde hij een artikel naar het wetenschappelijke tijdschrift van de Fysisch en Medisch Genootschap van Würzburg. Röntgens wetenschappelijke artikel Über eine neue Art von Strahlen werd op 28 december 1895 gepubliceerd. Op 6 januari 1896 meldde een Oostenrijkse krant zijn ontdekking van een nieuw soort straling, dat werd overgenomen door andere Europese en Amerikaanse kranten waardoor de ontdekking bekend werd bij het grote publiek. Op 12 januari mocht Röntgen op audiëntie komen bij Keizer Wilhelm II om voor een gezelschap van ministers, politieke en sociale personen en wetenschappers zijn stralen te demonstreren. De keizer gaf Röntgen een ridderorde (tweede klasse), terwijl de Universiteit van Würzburg hem een eredoctoraat verleende in de geneeskunde voor zijn ontdekking. Hij publiceerde in totaal drie artikelen over röntgenstralen tussen 1895 en 1897, die in 1898 als een aaneengesloten geheel verschenen in het gerenommeerde tijdschrift Annalen der Physik und Chemie. Röntgen werd beschouwd als de vader van de radiodiagnostiek, het medisch specialisme dat beeldvorming gebruikt bij diagnose.

## Vernoemd
- Röntgenstraling
- Chemisch element - In november 2004 werd het element röntgenium door het IUPAC naar hem genoemd.
- Hogesnelheidstrein in Duitsland die verongelukte (zie Treinramp bij Eschede).
- De planetoïde (6401) Roentgen
- De inmiddels verouderde eenheid röntgen
- Röntgenstadion in Remscheid

## Gedenktekens
- In 1995 werd op initiatief van Jos de Win een buste van Röntgen onthuld voor zijn ouderlijk huis aan de Hoofdstraat 171 te Apeldoorn. Dit werd later, wegens het gevaar van koperdiefstal, verplaatst naar het Gelre ziekenhuis.
- Een tegeltableau in Utrecht met portret van Röntgen is te zien op de muur van het pand hoek Nieuwegracht / Schalkwijkstraat 56A. Daar woonde Röntgen als jongeman drie jaar (1862 - 1865) in bij de scheikundeprofessor Jan Willem Gunning. Het tableau van 2005 werd ontworpen door Jackie Sleper en geschonken door de Nederlandse Vereniging voor Radiologie.
- Een gedenktableau in München, Maria-Theresia-Straße 11. Ook hier met het portret van Röntgen. In dit huis heeft hij gewoond tot zijn dood in 1923.
- Een gedenktableau in Würzburg, Röntgenring 11, het voormalige natuurkundig instituut waar Röntgen de X-stralen ontdekte.